# Hakkâri (prowincja)
Prowincja Hakkâri (tur. Hakkâri ili) – jednostka administracyjna we Wschodniej Anatolii (Doğu Anadolu Bölgesi), najbardziej wysunięta na południowy wschód część Turcji, położona jest na styku granicy turecko-iracko-irańskiej. Graniczy na północy z prowincją Wan, a na zachodzie z prowincją Şırnak. Powierzchnia prowincji wynosi 7095 km².

## Dystrykty
Prowincja Hakkâri dzieli się na pięć dystryktów:
- Çukurca
- Derecik
- Hakkâri
- Şemdinli
- Yüksekova